# Station Estavar
Station Estavar is een spoorwegstation in de Franse gemeente Saillagouse op het traject van de spoorlijn Villefranche-Vernet-les-Bains - Latour-de-Carol (in de volksmond de 'Gele trein').